# Pierre-Louis Thévenet
Pour les articles homonymes, voir Thévenet.
Pierre-Louis Thévenet est un chef décorateur et un directeur artistique français.

## Filmographie (sélection)
- 1960 : Crésus de Jean Giono
- 1960 : Le Voyage en ballon d'Albert Lamorisse
- 1962 : La Guerre des boutons d'Yves Robert
- 1964 : Tintin et les Oranges bleues de Philippe Condroyer
- 1964 : L'Autre Femme de François Villiers
- 1964 : Constance aux enfers de François Villiers
- 1970 : Patton de Franklin J. Schaffner
- 1971 : Les Cavaliers (The Horsemen) de John Frankenheimer
- 1984 : Carmen de Francesco Rosi
- 1984 : La Septième Cible de Claude Pinoteau
- 1989 : Le Rêve du singe fou (El sueño del mono loco) de Fernando Trueba
- 1991 : Talons aiguilles (Tacones lejanos) de Pedro Almodóvar
- 1997 : Tranvía a la Malvarrosa de José Luis García Sánchez
- 1999 : Goya à Bordeaux (Goya en Burdeos) de Carlos Saura

## Distinctions

### Récompenses
- Oscars 1971 : Oscar des meilleurs décors pour Patton
- Goyas 2000 : Prix Goya de la meilleure direction artistique pour Goya à Bordeaux

### Nominations
- Goyas 1997 : Prix Goya de la meilleure direction artistique pour Tranvía a la Malvarrosa
- Goyas 1990 : Prix Goya de la meilleure direction artistique pour Le Rêve du singe fou